# Mink van der Weerden
Mink van der Weerden (Geldrop, 19 oktober 1988) is een Nederlands hockeyer die uitkomt voor Rot-Weiss Köln. 
Van der Weerden is een verdediger met de strafcornerspecialiteit. Hij maakte zijn debuut voor de Nederlandse ploeg op 2 juli 2010 in de met 6-3 gewonnen interlandwedstrijd tegen India. Bij deze wedstrijd was hij meteen trefzeker voor Nederland. Van der Weerden speelt sinds 2008 in het eerste van Oranje Zwart.
Hij werd met Oranje Zwart in 2014 en 2015 landskampioen. Tevens won hij in 2015 de Euro Hockey League en werd hij met het Nederlands Elftal Europees kampioen. Van der Weerden volgt de studie Fysiotherapie aan de Fontys Hogescholen.

## Clubs
Van der Weerden begon in 2000 met hockey. Als tiener begon hij bij HCAS, de club uit zijn dorp Someren. Zijn talent bleef niet onopgemerkt en hij volgde snel de Hockeyacademie bij Oranje Zwart waar hij training kreeg van onder meer Jay Stacy en zijn latere coach Michel van den Heuvel en zijn latere teamgenoten Marcel Balkestein en Robert van der Horst. Hij bleef tot eerstejaars B bij HCAS voordat hij de overstap maakte naar Oranje Zwart.
Van der Weerden is sinds 2012 erelid van Oranje Zwart.
Met ingang van seizoen 2020/2021 maakte Van der Weerden de overstap naar KTHC Stadion Rot-Weiss in Keulen. Hij deed dit naar eigen zeggen om een nieuw avontuur te starten in een nieuwe competitie.
| Seizoen    | Club          | Land      | Competitie  | Wed. | Goals | Rugnr. | Opmerkingen                                            |
| ---------- | ------------- | --------- | ----------- | ---- | ----- | ------ | ------------------------------------------------------ |
| 2008/2016  | Oranje Zwart  | Nederland | Hoofdklasse |      |       | 11     | OZ is in 2016 samen met EMHC gefuseerd tot Oranje-Rood |
| 2016/2020  | Oranje Rood   | Nederland | Hoofdklasse |      |       | 11     |                                                        |
| 2020/heden | Rot-Weis Köln | Duitsland | Bundesliga  |      |       | 30     |                                                        |

## Oranje
Van der Weerden doorliep verschillende jeugdteams van Oranje voordat op 2 juli 2010 zijn debuut maakte voor "het grote Oranje". In die wedstrijd, tegen Chili, scoorde hij direct. Zijn grote doorbraak in Oranje kwam in 2012, toen hij eerste strafcornerspecialist werd. Hij werd de opvolger van Taeke Taekema toen toenmalig bondscoach Paul van Ass hem verkoos boven Taekema.
Zijn eerste grote toernooi was de Olympische Spelen in 2012 in Londen (zilver). Hij werd topscorer van de Olympische Spelen met acht doelpunten, waarin hij in elke wedstrijd van Oranje scoorde. Hij nam ook deel aan de Olympische Spelen van 2016, waar hij met het Nederlands team een 4e plaats behaalde.

## Erelijst

### Clubs: Oranje Zwart
| Jaar | Competitie                       | Resultaat         |
| ---- | -------------------------------- | ----------------- |
| 2014 | Hoofdklasse hockey heren 2013/14 | Landskampioen     |
| 2015 | Hoofdklasse hockey heren 2014/15 | Landskampioen     |
| 2015 | Euro Hockey League               | Europees kampioen |
| 2016 | Hoofdklasse hockey heren 2015/16 | Landskampioen     |

### Persoonlijk
- Topscorer Olympische Spelen: 2012
- Topscorer hoofdklasse: 2014

### Nationale ploeg
| Jaar | Toernooi               | Plaats                     | Resultaat     |
| ---- | ---------------------- | -------------------------- | ------------- |
| 2010 | Champions Trophy 2010  | Mönchengladbach, Duitsland | Brons         |
| 2011 | Champions Trophy 2011  | Auckland, Nieuw-Zeeland    | Brons         |
| 2012 | Olympische Zomerspelen | Londen, Engeland           | Zilver        |
| 2013 | Europees kampioenschap | Boom, België               | Brons         |
| 2014 | Hockey World League    | New Delhi, India           | Goud          |
| 2014 | Wereldkampioenschap    | Den Haag, Nederland        | Zilver        |
| 2014 | Champions Trophy 2014  | Bhubaneswar, India         | vijfde plaats |
| 2015 | Europees kampioenschap | Londen, Engeland           | Goud          |
| 2016 | Olympische Zomerspelen | Rio de Janeiro, Brazilië   | vierde plaats |
| 2018 | Wereldkampioenschap    | Bhubaneswar, India         | Zilver        |

## Trivia
- Op 19 april 2015 de thuiswedstrijd tegen HGC zorgde Van der Weerden voor een record in de hoofdklasse door zes keer in één wedstrijd te scoren.[9]

Sander Baart · 
Billy Bakker · 
Marcel Balkestein · 
Floris Evers · 
Rogier Hofman · 
Robert van der Horst · 
Tim Jenniskens · 
Wouter Jolie · 
Robbert Kemperman · 
Teun de Nooijer · 
Jaap Stockmann · 
Valentin Verga · 
Klaas Vermeulen · 
Bob de Voogd · 
Mink van der Weerden · 
Roderick Weusthof · 
Sander de Wijn ·
Coach: Paul van Ass
Seve van Ass · 
Sander Baart · 
Billy Bakker · 
Jorrit Croon · 
Jeroen Hertzberger · 
Rogier Hofman · 
Robert van der Horst ·  
Robbert Kemperman · 
Mirco Pruyser · 
Glenn Schuurman · 
Jaap Stockmann · 
Hidde Turkstra · 
Valentin Verga · 
Bob de Voogd · 
Mink van der Weerden · 
Sander de Wijn ·
Coach: Max Caldas
Seve van Ass · 
Billy Bakker · 
Lars Balk · 
Pirmin Blaak · 
Thierry Brinkman · 
Jorrit Croon · 
Thijs van Dam · 
Jonas de Geus · 
Jeroen Hertzberger · 
Jip Janssen · 
Robbert Kemperman · 
Joep de Mol · 
Mirco Pruyser ·  
Glenn Schuurman · 
Mink van der Weerden · 
Sander de Wijn · 
Coach: Max Caldas